# John Edwards (senator z Karoliny Północnej)
John Edwards, właśc. Johnny Reid Edwards (ur. 10 czerwca 1953 w Senece) – amerykański polityk, senator USA ze stanu Karolina Północna (1999–2005). W pierwszych miesiącach roku 2004 brał udział w prawyborach na kandydata Partii Demokratycznej do wyborów prezydenckich jesienią 2004 roku. Prawybory wygrał John Kerry. John Edwards był na drugim miejscu. 6 lipca 2004 John Kerry ogłosił, że wybrał Edwardsa jako swojego kandydata na wiceprezydenta. 2 listopada 2004 Kerry i Edwards przegrali wybory. Zwyciężyli urzędujący prezydent George W. Bush i jego wiceprezydent Dick Cheney.
Edwards aspirował także do uzyskania nominacji prezydenckiej w wyborach w roku 2008. Jednak w trakcie prawyborów wycofał się, nie widząc szans na rywalizację z najgroźniejszymi konkurentami, którymi byli Barack Obama i Hillary Rodham Clinton.

## Młodość
Urodził się w Seneca, w stanie Karolina Południowa. Jego rodzina przeprowadzała się kilkakrotnie w jego najmłodszych latach, ostatecznie osiadając w Robbins w stanie Karolina Północna. Tam jego ojciec, Wallace R. Edwards, pracował w fabryce włókienniczej, a jego matka Kathryn Juanita Wade na poczcie. Edwards był pierwszą osobą w swojej rodzinie, która uczęszczała na wyższe studia. Najpierw studiował na Clemson University, następnie przeniósł się do Stanowego Uniwersytetu Karoliny Północnej, gdzie zdobył dyplom bakałarza z technologii przemysłu włókienniczego. Następnie zdobył dyplom prawniczy na Uniwersytecie Karoliny Północnej w Chapel Hill. Tam poznał Elizabeth Anania, z którą ożenił się w 1977.